# Droit fiumien
Le droit fiumien est le droit de tradition civiliste appliqué dans l'État libre de Fiume. Né dans une formation étatique non reconnu, il se caractérise par son mélange de droit italien et austro-hongrois.

## Histoire
Après l’expulsion de Gabriele D'Annunzio lors du Noël sanglant, en décembre 1920, l'État libre de Fiume est proclamé, bien que son statut de sujet de droit international ait fait débat parmi les juristes. Plusieurs auteurs, comme Santi Romano et Manlio Udina, se sont interrogés sur le moment exact où Fiume aurait pu être considérée comme un État souverain de facto ou de jure. Pendant cette période, le droit fiumien se construit sur un empilement complexe de sources hétérogènes. L’absence d’une autorité législative stable rendait la codification du droit difficile. Le système juridique de Fiume reste ainsi partiellement fragmenté et temporaire.

## Sources du droit
La complexité du droit fiumien réside dans la multiplicité de ses sources. Quatre grandes strates normatives coexistent :
1. la législation hongroise, elle-même issue du droit autrichien, nécessitait des normes locales d’adaptation pour être applicable à Fiume ;
2. les lois spéciales fiumanes, conçues pour répondre aux besoins locaux, notamment en matière de  mariage, d’héritage et de cadastre ;
3. les normes austro-hongroises maintenues, en particulier en matière de droit privé, comme l’Allgemeines Bürgerliches Gesetzbuch (ABGB), et de procédure civile ;
4. les textes législatifs italiens, introduits progressivement après 1919, comme le Code pénal italien de 1889 (Code Zanardelli) et la loi de sécurité publique.

La tentative d’unification de ces normes poursuit une trajectoire lente, différenciant Fiume des autres « nouvelles provinces » annexées par l’Italie.